# Wolkow-Jarzew WJa-23

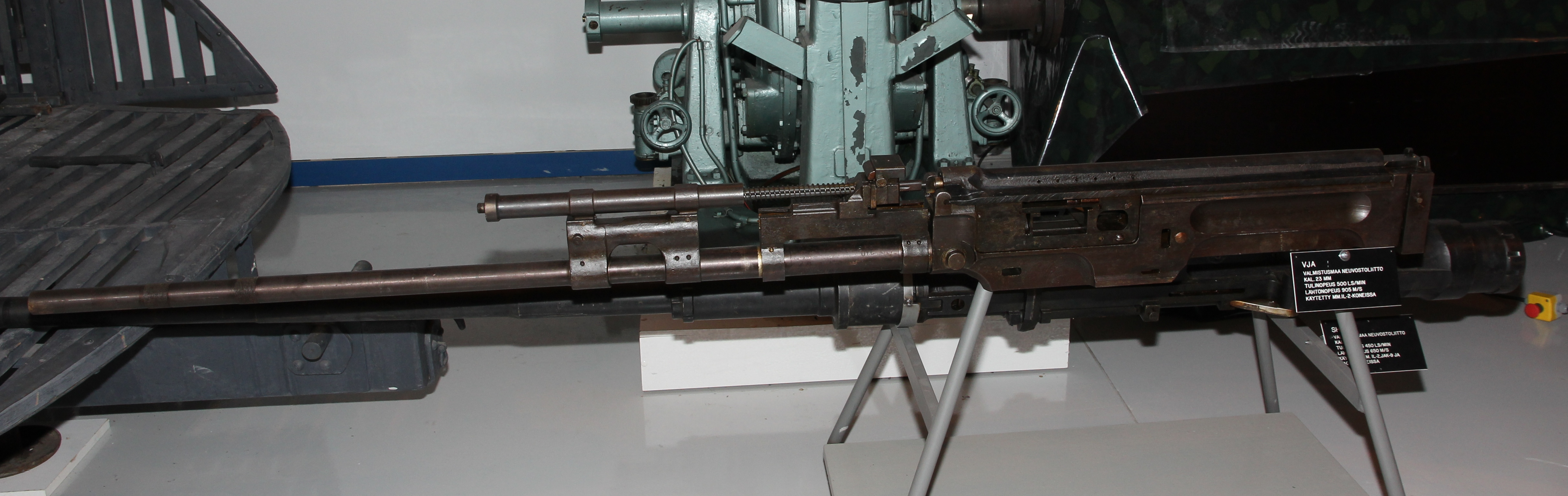
Sowjetische WJa-23 im Luftfahrtmuseum Mittelfinnland

Die Wolkow-Jarzew WJa-23 (Волков-Ярцев ВЯ-23) war eine Maschinenkanone im Kaliber 23 Millimeter, die in sowjetischen Flugzeugen im Zweiten Weltkrieg als Bordwaffe zum Einsatz kam.

## Entwicklung
Im Jahr 1940 entwickelten A. A. Wolkow und S. A. Jarzew unter der Bezeichnung TKB-201 eine Maschinenkanone für die neue 23-mm-Patrone. Die Schusswaffe war als primäre Bewaffnung für das Schlachtflugzeug Iljuschin Il-2 vorgesehen. Da die Il-2 noch nicht verfügbar war, wurden die ersten Flugversuche mit deutschen Messerschmitt Bf 110 durchgeführt. Nachdem die Produktion der Il-2 ab 1941 angelaufen war, wurde die TKB-201 als WJa-23 in den sowjetischen Streitkräften eingeführt. Insgesamt wurden 64.655 Einheiten produziert.

## Beschreibung
Die WJa-23 war ein Gasdrucklader mit Gurtzuführung und einer für das verwendete Kaliber hohen Kadenz. Nachteilig wirkten sich der starke Rückstoß und die stoßartigen Selbstladevorgänge aus, welche die Lebensdauer herabsetzten und die des Öfteren zu Ladehemmungen führten, welche in der Luft nicht behoben werden konnten. Als Munition konnten Spreng-Brand-Geschosse, Spreng-Brand-Geschosse mit Leuchtspur sowie panzerbrechende Brandgeschosse verwendet werden. Das Geschossgewicht der Waffe war mit 200 Gramm bei einem Sprengstoffanteil der Sprenggeschosse von 10 Gramm doppelt so groß wie bei den 20-mm-Geschossen der SchWAK- oder Beresin-B-20-Maschinenkanonen. Die panzerbrechenden Geschosse durchschlugen 25 Millimeter Stahl in 400 Metern Entfernung.
Bei der Verwendung als Panzerabwehrkanone für Flugzeuge enttäuschten diese Leistungen jedoch. Es konnten lediglich leichte deutsche Panzer von der Seite oder von hinten effektiv bekämpft werden. Mittlere Panzer waren nur durch gezielte Schüsse auf die hintere Motorabdeckung zu bekämpfen. Bei Entfernungen von etwa 400 Metern im Sturzflugwinkel von mindestens 40° war dies mit einer Il-2 ein äußerst schwieriges Manöver, selbst unter idealen Bedingungen.

## Technische Daten
- Typ: einläufige Maschinenkanone
- Kaliber: 23 mm
- Kadenz: 550–650 Schuss pro Minute
- Mündungsgeschwindigkeit: 905 m/s
- Gesamtlänge: 2150 mm
- Rohrlänge: 1660 mm
- Leergewicht: 66 kg